# Зума, Курт
Ку́рт Аппи́ Зума́ (фр. Kurt Happy Zouma; родился 27 октября 1994 года, в Лионе, Франция) — французский футболист, защитник. Выступал за сборную Франции

## Клубная карьера
Выступал за молодёжный состав клуба «Во-ан-Велен». В 2009 году перешёл в «Сент-Этьен». 2 апреля 2011 года Зума подписал первый в своей карьере профессиональный контракт с клубом. Начал выступать за основной состав в сезоне 2011/12. Дебют Курта в основном составе состоялся 31 августа 2011 года в матче Кубка лиги против «Бордо». Он провёл на поле весь матч, который завершился победой «Сент-Этьена» со счётом 3:1. В 2014 году Зума подписал контракт на 5,5 лет с английским клубом «Челси», но остался играть в «Сент-Этьене» до конца сезона на правах аренды. У Курта есть старший брат, Лионель, который также является профессиональным футболистом и выступает за «Сошо».
В сезоне 2014/15 начал свои выступления за лондонский «Челси». 24 сентября в матче третьего раунда Кубка Футбольной лиги против «Болтон Уондерерс» открыл личный счет забитым голом за «Челси». 21 июля 2017 года Зума перешёл в «Сток Сити» на правах аренды до конца сезона 2017/18. Сезон 2018/19 провёл на правах аренды в «Эвертоне».
28 августа 2021 года подписал четырёхлетний контракт на 29.8 миллионов £ с клубом «Вест Хэм Юнайтед».

## Международная карьера
Выступал за сборные Франции до 16, до 17, до 19, до 20 и 21 года. Дебютировал в основном составе сборной Франции в товарищеском матче против сборной Дании 28 марта 2015 года, который закончился победой 2:0.

## Достижения

### Командные достижения
«Сент-Этьен»
- Обладатель Кубка французской лиги: 2013

«Челси»
- Чемпион Премьер-лиги (2): 2014/15, 2016/17
- Обладатель Кубка Футбольной лиги: 2015
- Победитель Лиги чемпионов УЕФА: 2020/21
- Обладатель Суперкубка УЕФА: 2021

«Вест Хэм Юнайтед»
- Победитель Лиги конференций УЕФА: 2022/23

Сборная Франции
- Чемпион мира среди юношей до 20 лет: 2013

### Личные достижения
- Лучший молодой игрок «Челси»: 2015

## Личная жизнь
Родители Зума иммигрировали во Францию из Центральноафриканской Республики. У него есть старший брат Лионель, который также является профессиональным футболистом.

### Скандалы
В феврале 2022 года было опубликовано видео, на котором Зума пнул и ударил своего кота. За это он бы оштрафован клубом на 250 тысяч фунтов стерлингов, которые перечислят благотворительным организациям защиты животных, и лишен своих двух кошек. Также его освистали болельщики во время матча. А спонсоры стали отказываться от сотрудничества с ним и командой. «Вест Хэм Юнайтед» поддержал расследование жестокого обращения футболиста.

## Статистика выступлений

### Клубная статистика
| Выступление        | Выступление      | Выступление      | Лига | Лига | Кубок страны | Кубок страны | Кубок лиги | Кубок лиги | Еврокубки | Еврокубки | Прочие | Прочие | Итого | Итого |
| Клуб               | Лига             | Сезон            | Игры | Голы | Игры         | Голы         | Игры       | Голы       | Игры      | Голы      | Игры   | Голы   | Игры  | Голы  |
| ------------------ | ---------------- | ---------------- | ---- | ---- | ------------ | ------------ | ---------- | ---------- | --------- | --------- | ------ | ------ | ----- | ----- |
| Сент-Этьен         | Лига 1           | 2011/12          | 21   | 2    | 1            | 0            | 1          | 0          | 0         | 0         | 0      | 0      | 23    | 2     |
| Сент-Этьен         | Лига 1           | 2012/13          | 18   | 2    | 4            | 0            | 1          | 0          | 0         | 0         | 0      | 0      | 23    | 2     |
| Сент-Этьен         | Лига 1           | 2013/14          | 24   | 0    | 0            | 0            | 0          | 0          | 3         | 0         | 0      | 0      | 27    | 0     |
| Сент-Этьен         | Итого            | Итого            | 63   | 4    | 5            | 0            | 2          | 0          | 3         | 0         | 0      | 0      | 73    | 4     |
| Челси              | Премьер-лига     | 2014/15          | 15   | 0    | 2            | 1            | 5          | 1          | 4         | 0         | 0      | 0      | 26    | 2     |
| Челси              | Премьер-лига     | 2015/16          | 23   | 1    | 1            | 0            | 1          | 0          | 6         | 1         | 1      | 0      | 32    | 2     |
| Челси              | Премьер-лига     | 2016/17          | 9    | 0    | 4            | 0            | 0          | 0          | 0         | 0         | 0      | 0      | 13    | 0     |
| Челси              | Премьер-лига     | 2019/20          | 28   | 0    | 5            | 0            | 2          | 1          | 7         | 0         | 1      | 0      | 43    | 1     |
| Челси              | Премьер-лига     | 2020/21          | 15   | 4    | 2            | 0            | 2          | 0          | 4         | 0         | 0      | 0      | 23    | 4     |
| Челси              | Итого            | Итого            | 90   | 5    | 14           | 1            | 10         | 2          | 21        | 1         | 2      | 0      | 137   | 9     |
| Сток Сити (аренда) | Премьер-лига     | 2017/18          | 34   | 1    | 1            | 0            | 2          | 0          | 0         | 0         | 0      | 0      | 37    | 1     |
| Сток Сити (аренда) | Итого            | Итого            | 34   | 1    | 1            | 0            | 2          | 0          | 0         | 0         | 0      | 0      | 37    | 1     |
| Эвертон (аренда)   | Премьер-лига     | 2018/19          | 32   | 2    | 2            | 0            | 2          | 0          | 0         | 0         | 0      | 0      | 36    | 2     |
| Эвертон (аренда)   | Итого            | Итого            | 32   | 2    | 2            | 0            | 2          | 0          | 0         | 0         | 0      | 0      | 36    | 2     |
| Всего за карьеру   | Всего за карьеру | Всего за карьеру | 219  | 12   | 22           | 1            | 16         | 2          | 24        | 1         | 2      | 0      | 283   | 16    |

### Международная статистика
| Сборная          | Год              | Товарищеские | Товарищеские | Турниры | Турниры | Всего | Всего |
| Сборная          | Год              | Игры         | Голы         | Игры    | Голы    | Игры  | Голы  |
| ---------------- | ---------------- | ------------ | ------------ | ------- | ------- | ----- | ----- |
| Франция          | 2015             | 2            | 0            | 0       | 0       | 2     | 0     |
| Всего за карьеру | Всего за карьеру | 2            | 0            | 0       | 0       | 2     | 0     |

### Матчи и голы за сборную
| Матчи и голы Зума за сборную Франции | Матчи и голы Зума за сборную Франции | Матчи и голы Зума за сборную Франции | Матчи и голы Зума за сборную Франции | Матчи и голы Зума за сборную Франции | Матчи и голы Зума за сборную Франции |
| №                                    | Дата                                 | Оппонент                             | Счёт                                 | Голы Зума                            | Соревнование                         |
| ------------------------------------ | ------------------------------------ | ------------------------------------ | ------------------------------------ | ------------------------------------ | ------------------------------------ |
| 1                                    | 29 марта 2015                        | Дания                                | 2:0                                  | —                                    | Товарищеский матч                    |
| 2                                    | 11 октября 2015                      | Дания                                | 2:1                                  | —                                    | Товарищеский матч                    |

Итого: 2 матча / 0 голов; 2 победы, 0 ничьих, 0 поражений.